# Lance LeGault
William Lance LeGault, ibland kallad W.L. LeGault, född 2 maj 1935 i Chicago i Illinois, död 10 september 2012 i Los Angeles i Kalifornien, var en amerikansk skådespelare.

## Bakgrund
Lance LeGaults första tre filmer var tre Elvis Presley-filmer, Girls! Girls! Girls!, Kissin' Cousins och Viva Las Vegas. Han var också stand-in för Elvis.
Men han är mest känd för rollen som Colonel Roderick Decker i TV-serien The A-Team, en roll som han spelade 1983–1986.
Några TV-serier han varit med i är bland andra:
- Airwolf
- Battlestar Galactica
- Dallas
- Knight Rider
- MacGyver
- Magnum P.I.
- Star Trek: The Next Generation

I dessa har han endast haft en biroll.
Filmer han varit med i är bland andra:
- Kogänget (röst i originalspråk)
- Viva Las Vegas